# Master of the Rings
Master of the Rings, prodotto nel 1994, è il sesto album della band Helloween e il primo prodotto con i nuovi membri Andi Deris e Uli Kusch. Esistono due versioni del cd, di cui la seconda è di maggiore durata e contiene tracce inedite.

## Tracce
1. Irritation (Weik Editude 112 In C) (Weikath) – 1:14
2. Sole Survivor (Weikath/Deris) – 4:33
3. Where the Rain Grows (Weikath/Deris) – 4:46
4. Why? (Deris) – 4:11
5. Mr. Ego (Take Me Down) (Grapow) – 7:02
6. Perfect Gentleman (Deris/Weikath) – 3:53
7. The Game Is On (Weikath) – 4:40
8. Secret Alibi (Weikath) – 5:49
9. Take Me Home (Grapow) – 4:25
10. In the Middle of a Heartbeat (Deris/Weikath) – 4:30
11. Still We Go (Grapow) – 5:09

### Expanded Edition (disco 2) Tracce
1. Can't Fight Your Desire (Deris) – 3:45
2. Star Invasion (Deris/Weikath) – 4:47
3. Cold Sweat (Lynott/Sykes) – 3:46
4. Silicon Dreams (Grosskopf) – 4:10
5. Grapowski's Malmsuite 1001 (Grapow) – 6:33
6. I Stole Your Love (Kiss cover) (Stanley) – 3:23
7. Closer to Home (Farner) – 8:13

## Formazione
- Andi Deris - voce
- Roland Grapow - chitarra
- Michael Weikath - chitarra
- Markus Großkopf - basso
- Uli Kusch - batteria